# Fasula (dystrykt Limassol)
Fasula (gr. Φασούλα) – wieś w Republice Cypryjskiej, w dystrykcie Limassol. W 2011 roku liczyła 560 mieszkańców.